# Komet Gunn
Komet Gunn (uradna oznaka je 65P/Gunn) je periodični komet z obhodno dobo okoli 6,8 let. Komet pripada Jupitrovi družini kometov.

## Odkritje
Komet je odkril 17. oktobra 1970 ameriški astronom James Edward Gunn (rojen 1938)) na Observatoriju Palomar.

## Lastnosti
Jedro kometa ima premer 10,8 km